# Deurali (Parbat)
Pour les articles homonymes, voir Deurali.
Deurali (en népalais : देउराली) est un comité de développement villageois du Népal situé dans le district de Parbat. Au recensement de 2011, il comptait 1 857 habitants.